# Manoelzinho
Manoel de Aguiar Fagundes, conegut com a Manoelzinho, (22 d'agost de 1907 - 22 de novembre de 1953) fou un futbolista brasiler.

## Selecció del Brasil
Va formar part de l'equip brasiler a la Copa del Món de 1930 però no arribà a jugar cap partit amb la selecció.